# Беверли Хилс (Флорида)
Беверли Хилс (енгл. Beverly Hills) насељено је место без административног статуса у америчкој савезној држави Флорида.

## Демографија
По попису из 2010. године број становника је 8.445, што је 128 (1,5%) становника више него 2000. године.
| Група             | 2000.         | 2010.         |
| Белци             | 7.706 (92,7%) | 7.204 (85,3%) |
| Афроамериканци    | 142 (1,7%)    | 299 (3,5%)    |
| Азијати           | 50 (0,6%)     | 102 (1,2%)    |
| Хиспаноамериканци | 330 (4,0%)    | 673 (8,0%)    |
| Укупно            | 8.317         | 8.445         |